# Безуглов (фамилия)
Безу́глов:145, Безу́глова, Безу́гловы — русская фамилия. Соответственная украинская форма -Безуглый:223-224.
Происхождение фамилии — от Безуглый — человек, не имеющий своего угла, бездомный..
Русский ономатолог Борис Унбегаун относил фамильное имя к группе фамилий, образованных от отрицательных прилагательных. С приставкой без/бес- прилагательные выражает потерю (лишение) чего-либо. Без приставки такие прилагательные обычно не существуют, а если существуют, то имеют другое значение. В целом фамилии типа Безуглов, Беззубов, Беспалов, Беспёрстов и прочие происходят от существительных в родительном падеже с предлогом и без суффикса:145.
После 1917 года часть носителей фамилии Безу́мов сменили её на Безуглов:197.